# Зимен
Зимен (болг. Зимен) — село в Бургасской области Болгарии. Входит в состав общины Карнобат. Находится примерно в 10 км к северо-востоку от центра города Карнобат и примерно в 44 км к северо-западу от центра города Бургас. По данным переписи населения 2011 года, в селе  проживало 139 человек.

## Население
| Год     | 1934 | 1946 | 1956 | 1965 | 1975 | 1985 | 1992 | 2001 | 2011 |
| ------- | ---- | ---- | ---- | ---- | ---- | ---- | ---- | ---- | ---- |
| Жителей | 500  | 523  | 451  | 412  | 384  | 323  | 282  | 226  | 139  |

| Национальность | Человек | Процент |
| -------------- | ------- | ------- |
| болгары        | 61      | 47,29%  |
| турки          | 12      | 9,3%    |
| цыгане         | 54      | 41,86%  |
| Всего ответов  | 129     |         |

|  |